# Jędrzejów Nowy
Jędrzejów Nowy (do 14 lutego 2002 Nowy Jędrzejów) – wieś sołecka założona w roku 1439 przez Andrzeja z Gościańczyc. Położona w województwie mazowieckim, w powiecie mińskim, w gminie Jakubów.
W latach 1954–1959 wieś należała i była siedzibą władz gromady Jędrzejów Nowy, po jej zniesieniu w gromadzie Jakubów. W latach 1975–1998 miejscowość administracyjnie należała do województwa siedleckiego. 15 lutego 2002 nastąpiła zmiana nazwy z Nowy Jędrzejów na Jędrzejów Nowy.
W miejscowości znajduje się Szkoła Podstawowa im. Jana Brzechwy założona w roku 1918 oraz przedszkole, świetlica, plac zabaw i fitness. 
Wierni Kościoła rzymskokatolickiego należą do parafii św. Antoniego w Ignacowie.
We wsi znajduje się kaplica mariawicka, należąca do parafii św. Jana Chrzciciela w Cegłowie.

## Historia
Folwark w ziemi czerskiej w parafii Jakubów należący do dóbr ziemskich Jędrzejów. W XIX wieku liczył 21 włók. Na przełomie XIX i XX wieku po parcelacji wydzielone z folwarku kolonie nabyła głównie okoliczna szlachta cząstkowa.
Dobra ziemskie Jędrzejów w XIX wieku liczyły 35 włók i składały się z folwarku Jędrzejów oraz wsi włościańskich Jędrzejów i Leonów. W 1870 roku z folwarku Jędrzejów zostały wyodrębnione dobra ziemskie Romualdów liczące 3 włóki, do których w 1875 roku zostały dołączone dalsze 2 włóki.